# Князевич Руслан Петрович
Русла́н Петро́вич Князе́вич  (нар. 28 червня 1974, Івано-Франківськ) — український політик та юрист. Народний депутат Верховної Ради VIII скликання. Кандидат юридичних наук (з 2003). Ввійшов до списку Блоку Петра Порошенка (№ 12).
З 17 червня 2014 був представником президента України в ВРУ.

## Освіта
З 1991 до 1996 року навчався в Київському університеті ім. Шевченка за спеціальністю юрист-міжнародник, референт-перекладач з англійської мови.
Кандидатська дисертація «Конституційно-правові засади виборів Президента України: проблеми теорії і практики» (Одеська юридична академія, 2002).
2009 року отримав звання доцента в галузі загальноправових наук.

## Кар'єра
- Жовтень 1996 — грудень 1997 — аспірант Інституту держави і права імені Володимира Михайловича Корецького НАН України.
- Жовтень 1996 — грудень 1997 — помічник-консультант народного депутата України Михайла Рябця.
- Грудень 1997 — липень 2000 — помічник Голови[5], липень 2000 — липень 2002 — керівник служби, перший помічник Голови[5], з липня 2002 — керівник секретаріату Центральної виборчої комісії.
- 17 лютого — 20 липня 2006[6] — член Центральної виборчої комісії.
- З квітня 2007 до 20 травня 2009 був членом партії Народний союз «Наша Україна».
- 9 вересня 2011 вступив до партії «Фронт змін».
- 17 червня 2014 призначений Представником Президента України у Верховній Раді України VII скликання. Продовжив виконання своїх обов'язків у Верховній Раді України VIII скликання[7].
- 15 лютого 2019 призначений керівником юридичного забезпечення виборчої кампанії кандидата в президенти України Петра Порошенка[8]

## Парламентська діяльність
Народний депутат України 5-го скликання з 25 травня 2006 до 8 червня 2007 від Блоку «Наша Україна», № 9 в списку. На час виборів: член Центральної виборчої комісії, безпартійний. Член фракції Блоку «Наша Україна» (з травня 2006). Секретар Комітету з питань правової політики (з липня 2006). 8 червня 2007 достроково припинив свої повноваження під час масового складення мандатів депутатами-опозиціонерами з метою проведення позачергових виборів до Верховної Ради України.
Народний депутат України 6 скликання з 23 листопада 2007 від Блоку «Наша Україна — Народна самооборона», № 9 в списку. На час виборів: тимчасово не працював, член партії Народний Союз «Наша Україна». Член фракції Блоку «Наша Україна — Народна самооборона», заступник голови (з листопада 2007). Член Комітету з питань правової політики (з грудня 2007).
Народний депутат України 7 скликання з 12 грудня 2012 від ВО «Батьківщина», № 37 в списку. На час виборів: народний депутат Україна, безпартійний. Член фракції ВО «Батьківщина» (з грудня 2012). Секретар Комітету з питань державного будівництва та місцевого самоврядування (з грудня 2012).
Очолював дві ТСК: з питання підготовки проєкту Закону України про вибори народних депутатів України (2011) і з питань підготовки законопроєкту про внесення змін до Конституції України (2014).

## Нагороди, державні ранги
- Державний службовець 2-го рангу (з серпня 2002)[11], 1-го рангу (з квітня 2004)[12].
- Заслужений юрист України (з серпня 2005)[13]. Медаль «За працю і звитягу» (листопад 2002)[14].

## Сім'я
Дружина — Дарія Павленко, сестра екс-міністра сім'ї, молоді і спорту Юрія Павленка.